# Staatskrise in Ägypten 1928
Die Staatskrise in Ägypten 1928 war eine Reihe politischer Auseinandersetzungen zwischen dem ägyptisch-sudanesischen König Fu'ād I., dem ägyptischen Parlament und der Wafd-Partei unter ihrem Parteichef Mustafa an-Nahhas Pascha über deren verfassungsrechtliche Kompetenzen. Es handelte sich um die zweite schwere Krise des Königreichs Ägypten seit dessen Gründung 1922.

## Vorgeschichte: Ägypten von 1922–1928

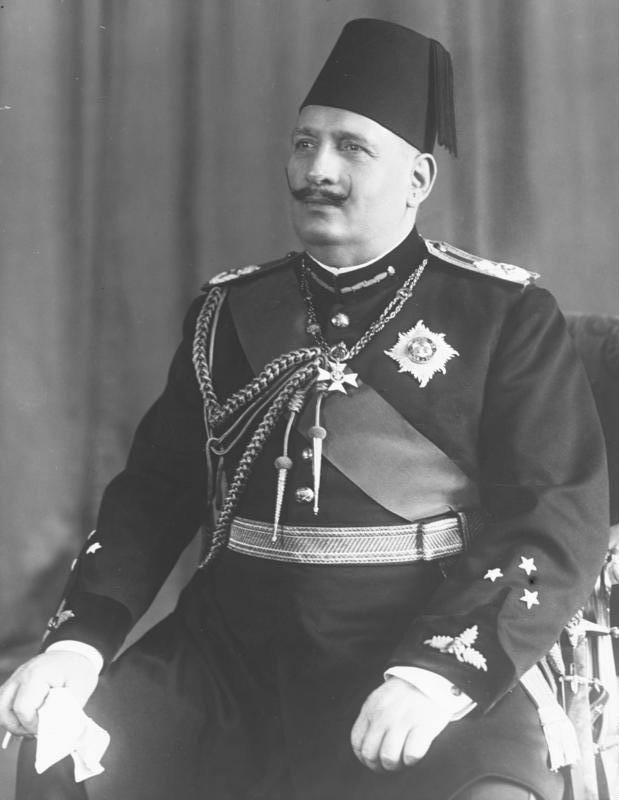
König Fu'ād I. von Ägypten

Nachdem Großbritannien Ägypten 1922 in die staatliche Unabhängigkeit entlassen hatte, begann die nationalistische Wafd-Partei das Land rasch zu modernisieren. Sie drängte 1923 den konservativen Fu'ād I. zum Erlass einer fortschrittlichen liberalen Verfassung, welche diesem trotzdem weitreichende Kompetenzen garantierte.
Die ersten Parlamentswahlen im Januar 1924, welche der Wafd-Partei einen hohen Sieg einbrachten, bestätigten das neue politische System. Im November 1924 erschütterte eine ägyptisch-britische Krise über den Status des Sudan dieses allerdings schwer. Fu'ād I. nutzte die Schwäche des Parlaments und der Regierung. Er entließ am 24. November den populären Premierminister Saad Zaghlul und suspendierte das Parlament. Obwohl es im März 1925 zu neuen Wahlen kam, regierte der Monarch für die nächsten Jahre mit von ihm eingesetzten Minderheitsregierungen weitgehend autoritär am Parlament vorbei.

## Verlauf
Im Juni 1928 entließ Fu'ād I. nach öffentlichen Auseinandersetzungen um seine verfassungsrechtlichen Kompetenzen, welche unter den Nationalisten umstritten waren, den Premierminister Mustafa an-Nahhas Pascha, welcher erst seit dem 16. März amtierte und nach dem Tod von Saad Zaghlul zum neuen Parteichef des Wafd aufgestiegen war. Am 19. Juli suspendierte der König die Verfassung unbefristet und löste das Parlament auf, nachdem dieses gegen die Entlassung protestiert hatte. Am 27. Juni ernannte er den liberal-monarchistischen Großgrundbesitzer Mohamed Mahmoud Khalil zum neuen Regierungschef, welcher bis zum 4. Oktober 1929 amtierte.

## Folgen
Nach starken öffentlichen Protesten schrieb Fu'ād I. im Dezember 1929 Neuwahlen aus, welche der Wafd-Partei einen hohen Sieg einbrachten. Ohne die Verfassung formal wieder einzusetzen, ernannte er mit parlamentarischer Unterstützung Mustafa an-Nahhas wieder zum Premierminister. Am 17. Juni 1930 wurde dieser, nachdem er im Parlament zwei Gesetzesentwürfe zur Einschränkung der Macht des Königs vorgelegt hatte, erneut abgesetzt. Trotz der Krise und der heftigen Auseinandersetzungen um dieses blieb das politische System bis zur Revolution von 1952 bestehen.